# Metalhead (film, 2013)
Pour plus de détails, voir Fiche technique et Distribution.
Metalhead (en islandais : Málmhaus) est un film dramatique islandais écrit et réalisé par Ragnar Bragason, sorti en octobre 2013.
Le film est présenté en première mondiale au Festival international du film de Toronto dans la catégorie « Contemporary World Cinema » en 2013. Il fait partie de la sélection du festival FanTasia à Montréal, en 2014.

## Synopsis
En 1970 dans un petit village islandais, à l'époque où Black Sabbath marquait la naissance du heavy metal en enregistrant son premier album, naissait Hera Karlsdottir (Diljá Valsdóttir puis Þorbjörg Helga Dyrfjörð), second enfant d'une jeune famille de fermiers. Elle connait, avec son frère ainé Baldur, une enfance heureuse et sans soucis jusqu'à ce qu'un jour, le 13 aout 1983, à l'été de ses onze ans, elle soit témoin d'un accident tragique sur la ferme dans lequel son frère perd la vie. Comme ses parents, Hera est perdue, envahi par le chagrin. Ne pouvant surmonter sa douleur, elle trouve du réconfort dans la face sombre du heavy metal que son frère aimait tant. Elle se refait à son image, apprenant la guitare, répétant les pièces favorites de ce dernier et portant même ses vêtements. La musique devient le centre de sa vie, seule bouée qui garde vivant ce frère absent. Cette passion lui maintient la tête hors de l'eau, car malgré près d'une décennie depuis la tragédie, la mort de Baldur continue de planer sur elle et sa famille qui sombre dans un silence insoutenable.
Dans la jeune vingtaine (1992), alors que ses parents tentent de se fondre dans le reste de la communauté rurale en cachant leurs problèmes en public comme ils le font en privé, Héra s'éloigne de tous à travers des petits actes rebelles. Devenue une musicienne Heavy Metal accomplie, elle aurait assez de talent pour réussir si elle tentait sa chance, mais paralysée par ses craintes et sa douleur elle se rebelle plutôt au point de devenir délinquante. Incomprise des gens de son village, elle se sent prise au piège et adopte une attitude de plus en plus destructrice qui ne lui attire que des ennuis.
L'arrivée d'un jeune prêtre aux idées nouvelles, Janus (Sveinn Ólafur Gunnarsson), vient bouleverser sa vie. Pour une première fois, elle peut échanger avec quelqu'un qui comprend ce qu'elle est, ce qu'elle aime et qui l'encourage à surmonter ses craintes pour aller de l'avant avec ses propres compositions. Prenant les interventions de ce dernier pour de l'amour, elle fera face à une grande déception qui la mènera à poser un geste regrettable. Elle tentera par la suite de changer complètement sa vie à l'aide d'un ami d'enfance, Æskuvinur hennar Knútur  (Hannes Óli Ágústsson). Amoureux d'elle depuis toujours, il lui proposera une vie rangée, paisible à cent lieues de ses aspirations musicales, de son style de vie et des problèmes qui en résultaient. L'arrivée de trois musiciens prêts à endisquer une démo postée par Hera sur un coup de tête sur les encouragements du jeune prêtre, placera cependant cette dernière devant un choix difficile : celui de trouver sa propre voix, de réaliser qu'elle ne peut fuir sa douleur toute sa vie, de se choisir et de grandir. Dans l'obscurité on trouve parfois la lumière,.

## Tournage du film

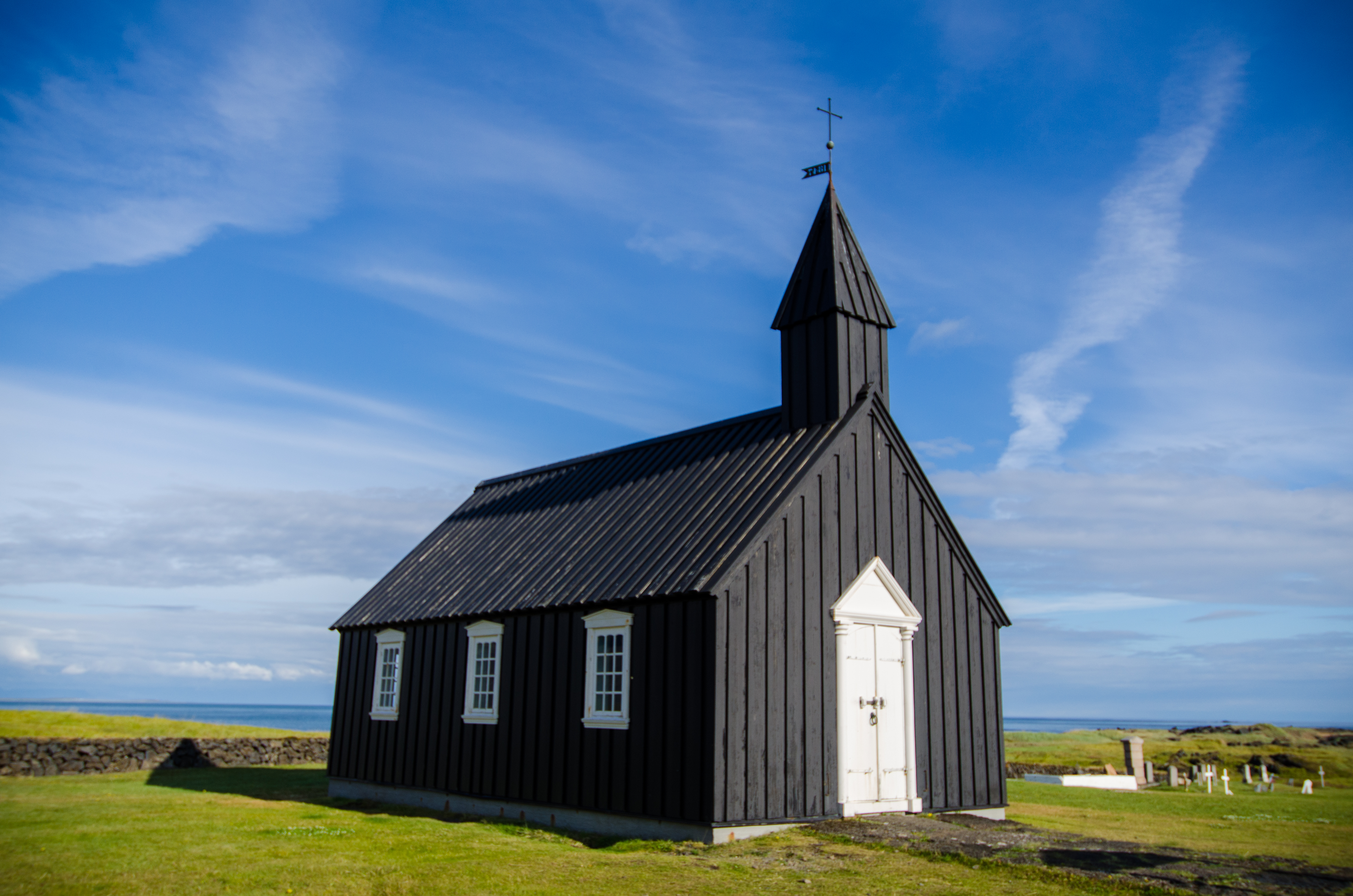
Église de Búðir utilisée pour tourner des scènes du film.

Les scènes de la ferme sont tournées à Svarthamar au nord-ouest de l'Islande.

## Fiche technique
- Titre français : Metalhead
- Titre original : Málmhaus
- Réalisation : Ragnar Bragason
- Scénario : Ragnar Bragason
- Décors : Sveinn Viðar Hjartarson
- Image : August Jakobsson
- Montage : Valdís Óskarsdóttir
- Musique : Petur Thor Benediktsson
- Production : Árni Filippusson, Davíd Óskar Ólafsson
  - Coproducteurs : Ragnar Bragason, Gudny Hummelvoll
- Société de production : Mystery Island
- Sociétés de distribution : 
  -  États-Unis : Cinelicious Pics
  -  Islande : Sena
- Pays d’origine : Islande
- Langue originale : Islandais
- Format : Couleurs - 2.35:1
- Genre : Drame
- Durée : 97 minutes
- Dates de sortie : 
  -  Canada : 7 septembre 2013 Toronto International Film Festival
  -  États-Unis : 20 mars 2014

## Distribution
- Þorbjörg Helga Dyrfjörð : Hera Karlsdóttir (adulte)
- Diljá Valsdóttir : Hera Karlsdóttir (enfant)
- Óskar Logi Ágústsson : Baldur, le frère d'Hera
- Ingvar E. Sigurðsson : Karl, le père d'Hera
- Halldóra Geirharðsdóttir : Droplaug, la mère d'Hera
- Hannes Óli Ágústsson : Knútur, le fiancé d'Hera
- Mikael Emil Kaaber : Knútur (enfant)
- Þórunn Arna Kristjánsdóttir : Elsa, l'amie d'enfance d'Hera
- Urður Heimisdóttir : Elsa (enfant)
- Þröstur Leó Gunnarsson : Einar
- Sveinn Ólafur Gunnarsson : Janus, le nouveau prêtre
- Pétur Einarsson : Ferðalangur
- Magnús Ólafsson : Erlingur
- Hilmar Wollan III : Oystein
- Ole Erik Furu : Yngve
- Sigrún Edda Björnsdóttir : Anna

## Distinctions
- Prix Edda 2014 (Islande)[6]